# Richtgraad
Met richtgraad duidt het Vlaams Ministerie van Onderwijs en Vorming een graad van vordering, of een niveau-bepaling aan in het vreemdetalenonderwijs. Het ministerie baseerde zich hiervoor op het Gemeenschappelijk Europees referentiekader voor talen (CEFR).
In de regel nemen de Centra voor Volwassenenonderwijs bij de aanvang van een taalcursus een instaptoets af bij de kandidaat-cursisten. Op grond van de uitslag mag de cursist dan starten in:
- richtgraad één: beginner
- richtgraad twee: praktische kennis
- richtgraad drie: gevorderde, professionele kennis
- richtgraad vier: gespecialiseerde opleiding.

De richtgraden worden verder onderverdeeld in modules.
Voor de meeste talen, zoals het Deens, Duits, Engels, Frans, Esperanto, Italiaans, Nederlands tweede taal (NT2), Portugees, Spaans en Zweeds komen de richtgraden overeen met:
- richtgraad 1: 240 lestijden, meestal opgedeeld in 4 modules van 60 lestijden, wat overeenkomt met ongeveer twee jaar avondles.
- richtgraad 2: 480 lestijden, 8 modules,
- richtgraad 3: 240 lestijden, 4 modules,
- richtgraad 4: 240 lestijden, 4 modules.

Voor andere, moeilijker talen, bijvoorbeeld met ander schrift, kan het aantal modules en lestijden worden uitgebreid, zoals voor Hebreeuws, Arabisch en Chinees.
Vanaf richtgraad 2 en 3 kunnen de modules gedifferentieerd worden naar inhoud, zo bijvoorbeeld:
- module 7 commercieel Engels - richtgraad 2
- module 7 toeristisch Engels - richtgraad 2

Aan sommige modules kan ook nog een voortraject worden toegevoegd. Zo kan het voortraject "Latijns schrift" nodig zijn voor cursisten die niet met het Latijns schrift vertrouwd zijn en aan Nederlands als tweede taal willen beginnen.

## Voor Nederland zie
- Gemeenschappelijk Europees referentiekader